# Dimitris Christoulas
Dimitris Christoulas (Δημήτρης Χριστούλας en griego) (1935 – Atenas, 4 de abril de 2012) fue un pensionista griego que protagonizó un episodio que tuvo amplio impacto en la opinión pública durante la crisis económica griega (2009-2015). Christoulas se suicidó en público disparándose en la cabeza en la plaza Síntagma de Atenas, frente al parlamento griego, como protesta por su situación personal y la situación social general provocada por la crisis económica de Grecia y su deuda externa considerada deuda odiosa o ilegítima.
El suceso protagonizado por Christoulas tuvo amplia repercusión mundial, su nota de suicidio fue reproducida por muchos medios y produjo una reactiviación de las protestas antigubernamentales.

## Cronología
Christoulas era un farmacéutico jubilado, estaba casado y tenía una hija, Emmi Christoulas. Vendió la farmacia que regentaba en 1994, vivía de una pensión que él mismo había pagado sin ayuda del Estado.
El 4 de abril se quitó la vida de un disparo, públicamente y frente al Parlamento Helénico, en la plaza Síntagma.
El funeral se celebró en Atenas el 7 de abril. El cuerpo de Dimitris Christoulas se trasladó a Bulgaria para ser incinerado, conforme a sus deseos.

### Nota contra el gobierno, los recortes y arenga a la rebelión armada

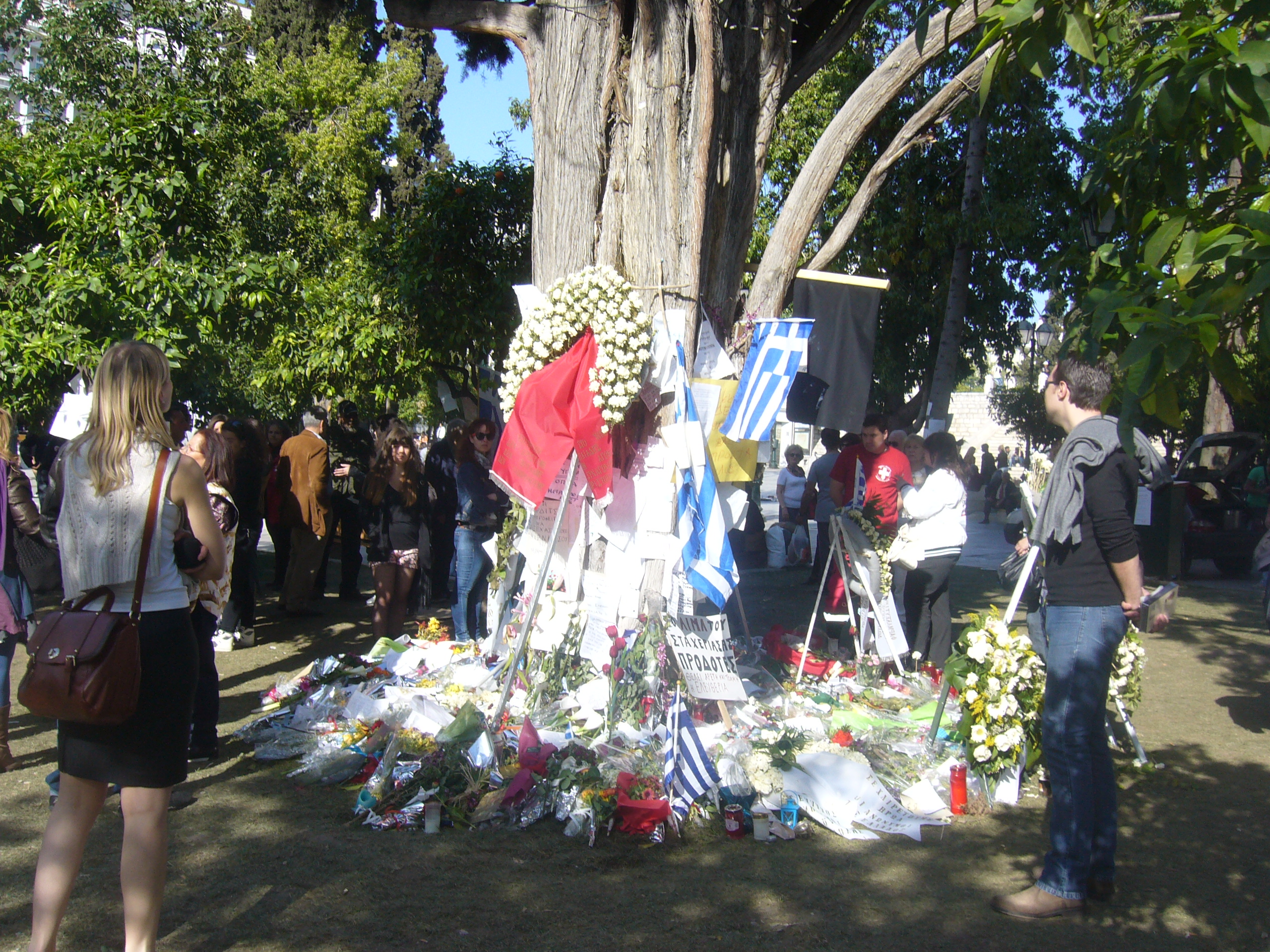
Lugar donde D. Christoulas acabó con su vida en los aledaños de la Plaza Sintagma, durante mucho tiempo después de su muerte el lugar ha sido sitio de homenajes, y se ha llegado a proponer la construcción de un monumento en memoria de Christoulas.

Dejó una nota manuscrita encontrada en sus bolsillos:

El Gobierno de Çolakoğlu ha aniquilado toda posibilidad de supervivencia para mí, que se basaba en una pensión muy digna que yo había pagado por mi cuenta sin ninguna ayuda del Estado durante 35 años. Y dado que mi avanzada edad no me permite reaccionar de otra forma (aunque si un compatriota griego cogiera un kalashnikov, yo le apoyaría) no veo otra solución que poner fin a mi vida de esta forma digna para no tener que terminar hurgando en los contenedores de basura para poder subsistir. Creo que los jóvenes sin futuro cogerán algún día las armas y colgarán boca abajo a los traidores de este país en la plaza Syntagma, como los italianos hicieron con Mussolini en 1945.Dimitris Christoulas, 4 de abril de 2012

Parte del texto de la nota manuscrita en griego:

Η κατοχική κυβέρνηση Τσολάκογλου εκμηδένισε κάθε ίχνος επιβίωσης μου. Δεν μπορώ να βρω άλλο τρόπο αντίδρασης εκτός από ένα αξιοπρεπές τέλος πριν αρχίσω να ψάχνω στα σκουπίδια για να επιβιώσω και γίνω βάρος στο παιδί μου.

### Reactivación de las protestas en Grecia por la muerte de Dimitris
Su suicidio y la nota manuscrita reactivaron las protestas y varios miles de ciudadanos se concentraron en Atenas y Salónica. Estas protestas fueron ampliamente reportadas tanto en los medios griegos como extranjeros y se conjeturó sobre el impacto que podría tener el evento en las elecciones parlamentarias de Grecia de mayo de 2012 donde de hecho hubo una gran disminución de voto de los dos partidos principales Nueva Democracia (48% menos de votos) y PASOK (74% menos de votos). Estos dos partidos juntos supuestamente eran metafóricamente el gobierno de Çolakoğlu al que aludía el alegato final de Christoulas.